# Auto reconnaissance
Auto reconnaissance is een studioalbum van The Tangent.

## Inleiding
Het album kwam volgens bandleider Andy Tillison tot stand in een periode waarin het Verenigd Koninkrijk uiteen dreigde te vallen als gevolg van politiek gemanipuleer en verdeeldheid over bijvoorbeeld Brexit. Deze onderwerpen had hij echter al eerder aangekaart (zie A few steps dwon the wrong road op The slow rust of forgotten machinery) en wilde niet in herhaling vallen. De band wilde de geluidsstudio intrekken toen de nummers voldoende uitgewerkt waren, maar werden geconfronteerd met de lockdown als gevolg van de coronapandemie; hetgeen wordt aangehaald in The Midas touch. De opnamen vonden dus plaats bij de musici zelf en werden elektronisch verzonden en samengesteld.
De opnamen en productie werden deels gefinancierd door middel van crowdfunding. Het album werd goed ontvangen binnen de progressieve rock met name door Tillisons combinatie van experimenteren binnen het genre en tegelijkertijd het “oude” niet te vergeten. Hier en daar was wel de opmerking dat de nummers wat onsamenhangend waren, iets dat de band al jaren achtervolgt.

## Musici
- Andy Tillison – zang, toetsinstrumenten
- Luke Machin – gitaar
- Jonas Reingold – basgitaar
- Theo Travis – saxofoon, dwarsfluit
- Steve Roberts – drumstel, percussie

Met Matt Steady - Uillean pipes

## Muziek
Alles geschreven door Tillison

| Nr. | Titel | Duur  |
| --- | --- | ----- |
| 1.  | Life on hold | 5:34  |
| 2.  | Jinxed in Jersey (1: Too far; 2:The cop; 3: Six year train; 4:Jack the Rabbitt and Weak-knees Willie, Sloppy Sue and Big Bones Billie; 5:The library; ^:Libberty State Park; 7; New Jersey Transit Authority; 8:The view from Hoboken) | 15:59 |
| 3.  | Under your spell | 5:51  |
| 4.  | The tower of Babel | 4:36  |
| 5.  | Lie back (and think of England) (1: Earnest wonders; 2:The autumn of 2019; 3: Pressing send; 4: A popular debate/ Some solos; 5: Les voisins franglais; 6: The property game; 7: Moving in; 8:Greenhow air; 9:Frantic synth solo with fast drumming and Zappa influenced vibraphones; 10: Gradual deterioration into bass solo; 11:The autumn of 2019 (reprise); 12: Greenhow Air (morph and recapitulation); 13:Earnest asks us, one more time) | 28:24 |
| 6.  | The Midas touch | 5:54  |
| 7.  | Proxima | 12:30 |